# Oban
Oban (gael. An t-Oban) – miasto w Szkocji, w hrabstwie Argyll and Bute. Ważny port szkockiego zachodniego wybrzeża. W 2001 r. liczba mieszkańców wynosiła 8 120.

## Atrakcje turystyczne
- Wieża McCaiga – górująca nad miastem okrągła budowla wzniesiona na wzór rzymskiego Koloseum, punkt widokowy
- Zamek Dunollie – ruiny średniowiecznego zamku na szczycie wzgórza ok. 1 km na północ od miasta
- Destylarnia whisky Oban
- Zamek Dunstaffnage – położone ok. 3 km na północ od miasta ruiny XIII-wiecznego zamku

Oban służy turystom często również jako baza noclegowa dla wycieczek do pobliskiego Kilmartin Glen, gdzie zachowały się kamienne kręgi i obeliski z neolitu i epoki brązu.

## Miasta partnerskie
- Stany Zjednoczone – Laurinburg (Karolina Północna)
- Irlandia – Gorey (hrabstwo Wexford)